# Гендрік ван Бален старший
Гендрік ван Бален старший (нід. Hendrik van Balen; 1575, Антверпен — 17 липня, 1632, Антверпен) - фламандський художник і дизайнер вітражів.

## Ранні роки
Народився у місті Антверпені. Батьки — Віллем ван Бален та Мактельд ван Альтен. Віллем ван Бален був комерсантом і таким чином майбутній художник походив з купецького стану. Точної дати народження художника не збережено. Зазвичай її розміщають на зламі 1574–1575 рр.

## Освіта й спілки
Статки батьківської родини надали можливість надати синові непогану освіту, відомо, що він вивчав мови. Художню освіту здобув у майстерні художника Адама ван Ноорта. Але ранні твори митця несуть впливи такої художньої особистості, котрою був Мартен де Вос.
Відомо, що молодого художника у 17-річному віці після сплати вхідної суми грошей прийняли до Антверпенської гільдії св. Луки.
Гендріка ван Балена старшого 1613 року обрано відвідати Північні провінції (Голландію) з дипломатичною місією, серед учасників котрої були ще художники Пітер Пауль Рубенс та Ян Брейгель старший. Художники відвідали також місто Гарлем, куди мусило емігрувати багато фламандських ремісників, купців і художників, що надзвичайно вплинуло на розвиток художнього життя у гарлемських майстрів живопису.

## Перебування в Італії
Не всі сторінки життя художника достеменно відомі. Надзвичайно мало їх збережено і про перебування в Італії. Про впливи італійських майстрів свідчать його твори з ознаками маньєризму, Додатковим свідоцтвом перебування Гендріка ван Балена старшого у Римі був факт прийняття його по поверненні у Антверпен до Товариства романістів, тобто митців, що відвідали папський Рим і працювали там.

## Родина й родичі
1605 року Гендрік ван Бален старший узяв шлюб із пані Маргеріт де Бріер у Антверпені. У родині було одинадцять дітей. Три сини родини стануть художниками (Ян ван Бален, Каспар ван Бален та Гендрік ван Бален молодший). Художник Теодор ван Тюльден візьме шлюб із донькою Гендріка ван Балена старшого — Марією.

## Відомі учні
Невідомо, які значущі були його здібності викладача. Він мав багато учнів. Але серед них найбільш уславились високо обдаровані Франс Снейдерс, непересічний майстер натюрмортів і анімалістичного жанру та відомий портретист Антоніс ван Дейк.
Він був авторитетний художник Антверпена, що зіграв помітну роль у переході від пізнього місцевого маньєризму до фламандського бароко, що стане важливою сторінкою західноєвропейського мистецтва взагалі.

## Обрані твори

Гендрік ван Бален старший та Абель Гріммер. «Антверпен і його небесні патрони», 1600 р.

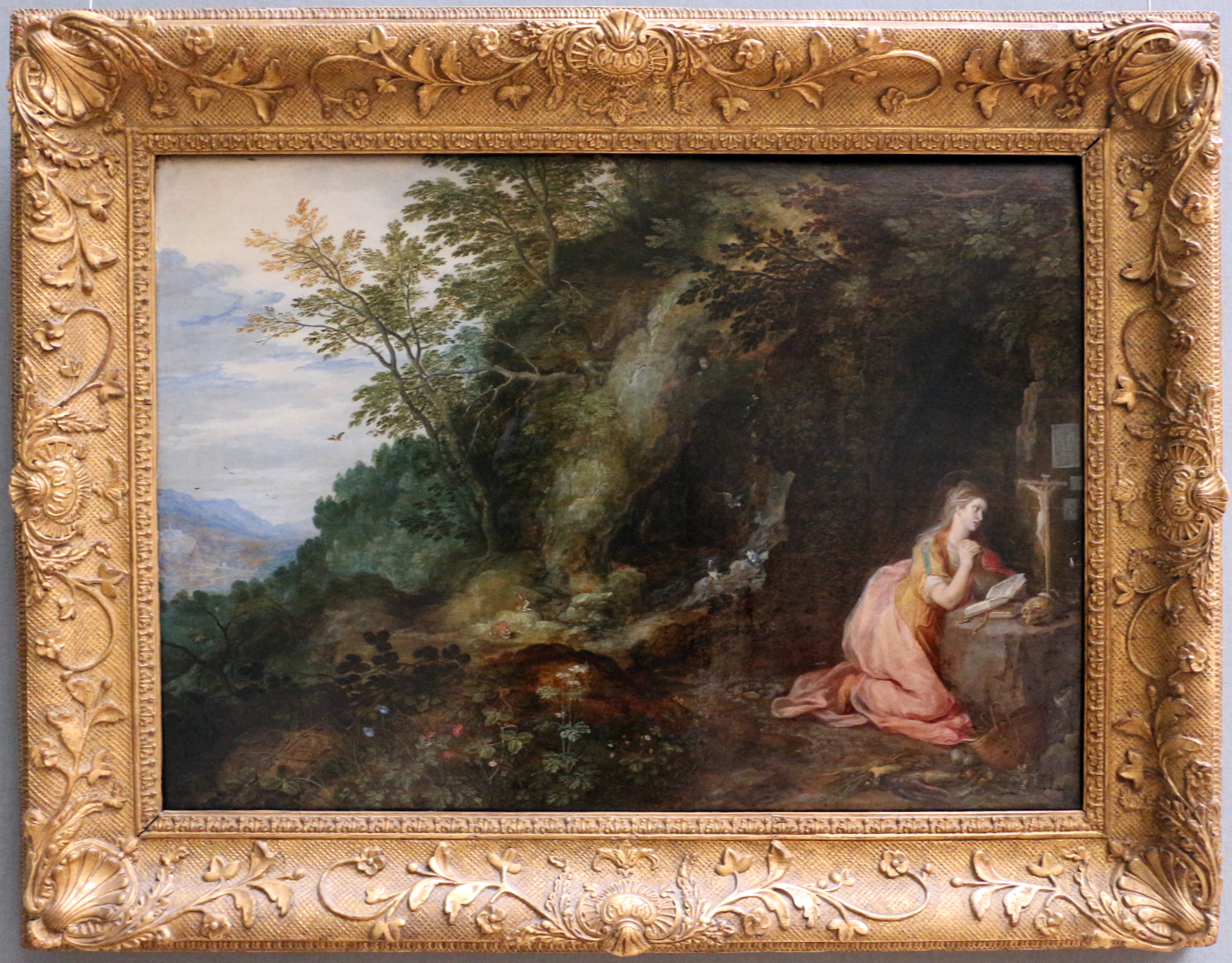
Гендрік ван Бален старший та Ян Брейгель старший. «Каяття Марії Магдалини»

- Гендрік ван Бален старший та Абель Гріммер. «Антверпен і його небесні патрони», 1600 р.
- «Суд Париса»
- «Суд царя Мідаса»
- «Алегорія добропорядного життя», Ермітаж
- «Алегорія дотику», серія «П'ять почуттів»
- «Алегорія елементів Повітря й Вогню» або «Венера й Вулкан», бл. 1625 р.
- «Містичні заручини Катерини Александрійської з католицькою церквою»
- «Весілля Пелея й Тетіс»
- «Купальня та схованка богині Діани та її німф»
- «Діана й мисливець Актеон»
- «Купальня і схованка німф»
- «Бог Пан і Сірінга», 1615 р., Національна галерея мистецтва, Вашингтон

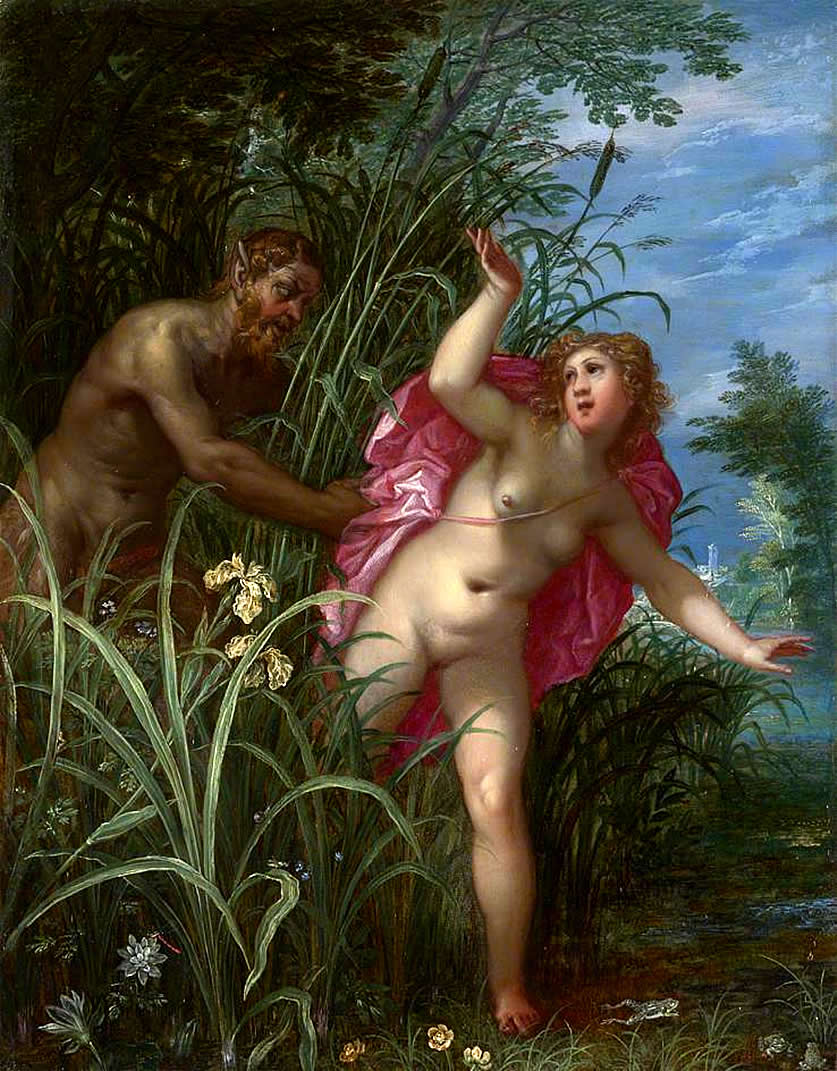
Гендрік ван Бален старший. «Бог Пан і Сірінга», 1615 р., Національна галерея мистецтва, Вашингтон
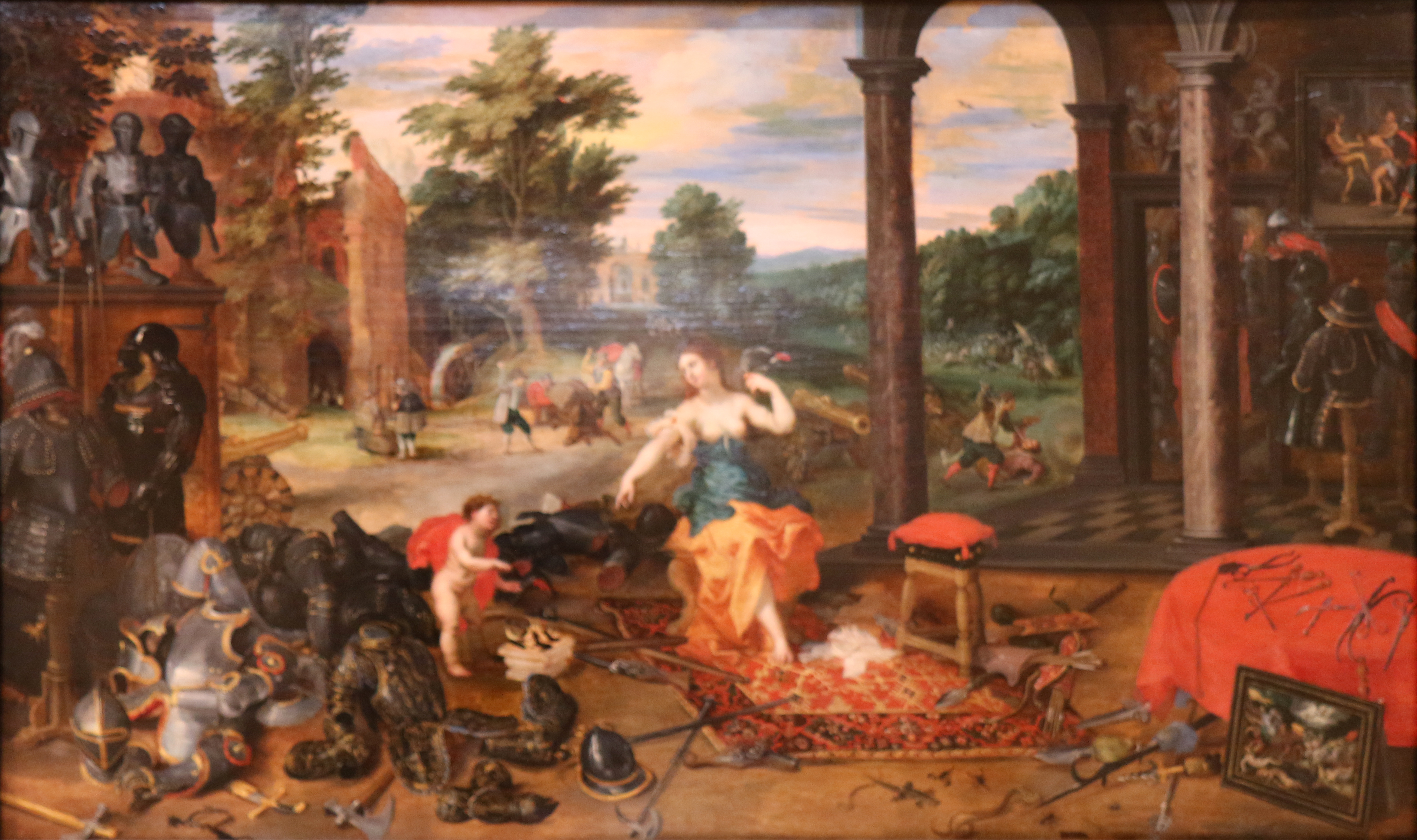
Гендрік ван Бален старший. «Алегорія дотику», серія «П'ять почуттів».
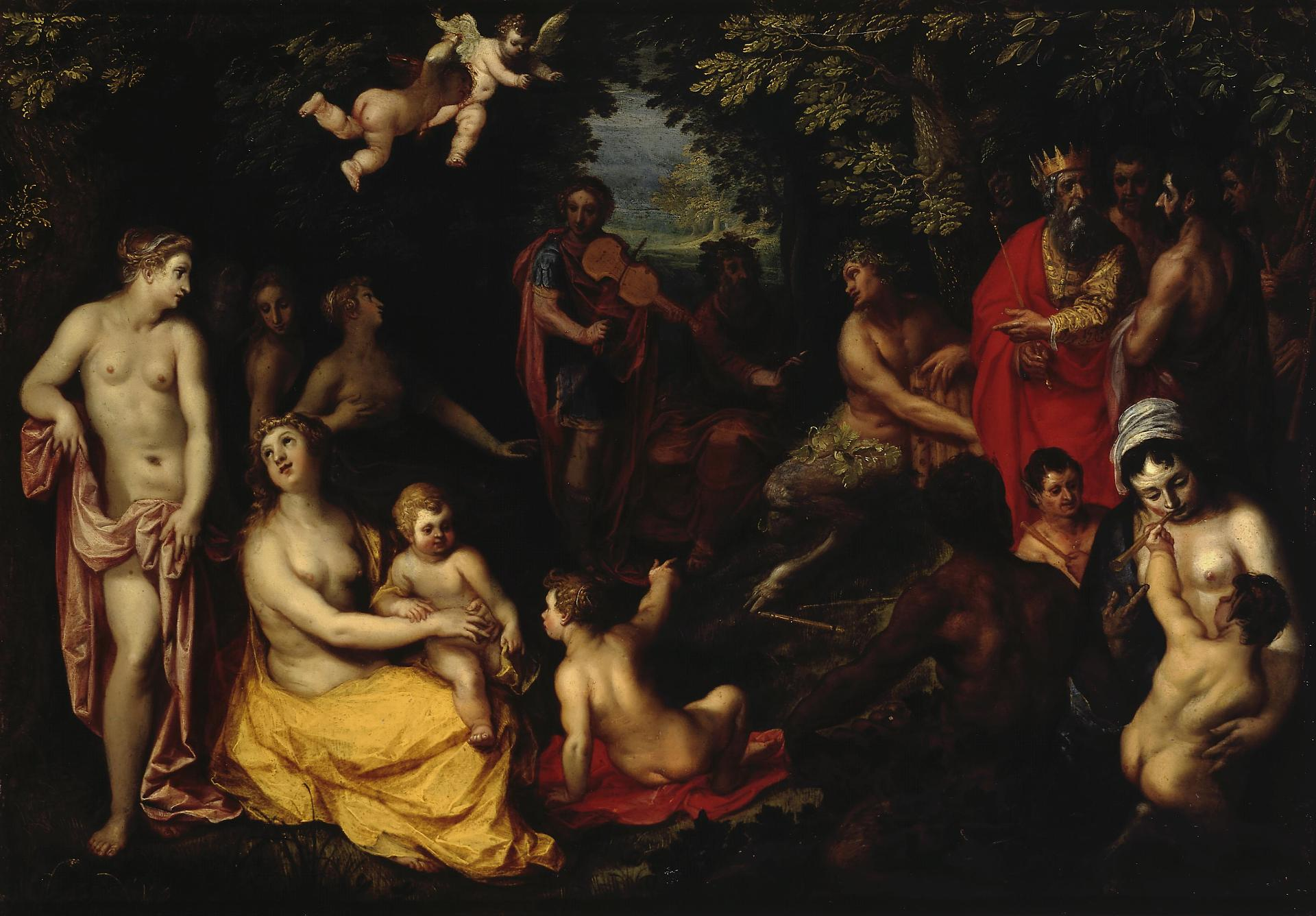
Гендрік ван Бален старший. «Суд царя Мідаса», Ермітаж, Санкт-Петербург
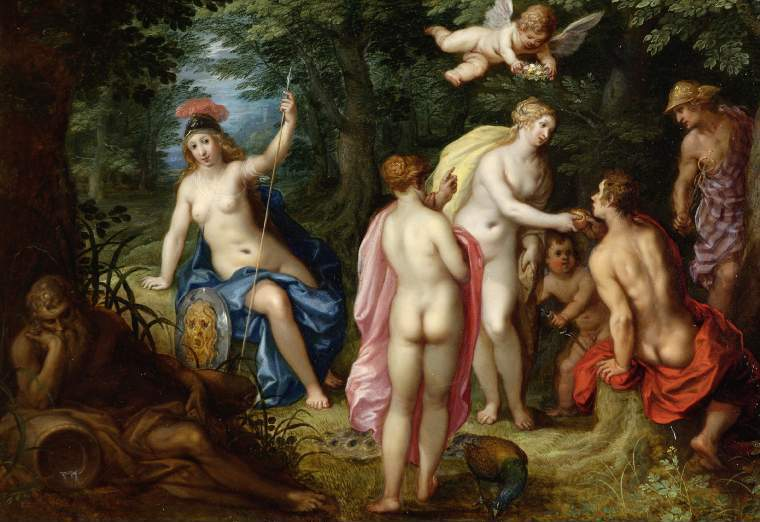
Гендрік ван Бален старший. «Суд Париса», музей Фіцвільяма
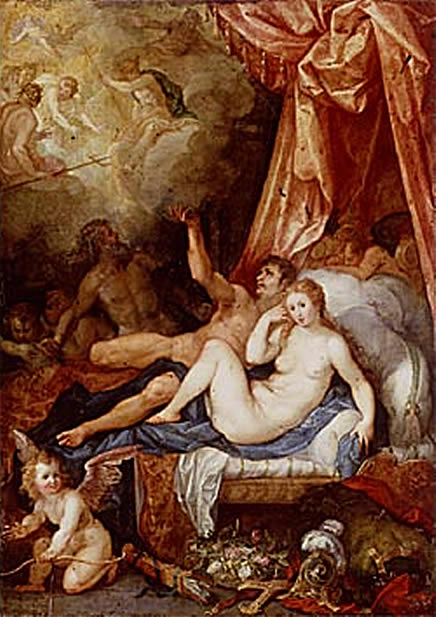
Гендрік ван Бален старший. «Венера й Марс, знайдені богом Вулканом за перелюбом», 1606 р., приватна збірка